# 富士フイルム西麻布ビル
富士フイルム西麻布ビル（ふじフイルムにしあざぶビル）は、東京都港区西麻布の首都高速高樹町ランプ近くに所在する高層オフィスビルである。2007年までは「富士フイルム東京本社ビル」の名称で、富士フイルムが本社機能を置いていた。

## 歴史
六本木通りと骨董通りが合流する高樹町交差点北側、幹線道路と住居地域に挟まれた商業地域に建設された。竣工当時は周囲に高層建築物はなく、六本木通り上部を高架構造で通る首都高速道路からは遠方からも視認できるランドマークとなった。
2007年1月より、富士フイルムおよび富士フイルムホールディングス、富士ゼロックス（現:富士フイルムビジネスイノベーション）の本社機能を東京ミッドタウンに集結させた。それ以降も本ビルには、富士フイルムの一部部署および販売子会社が入居する。

## 建築

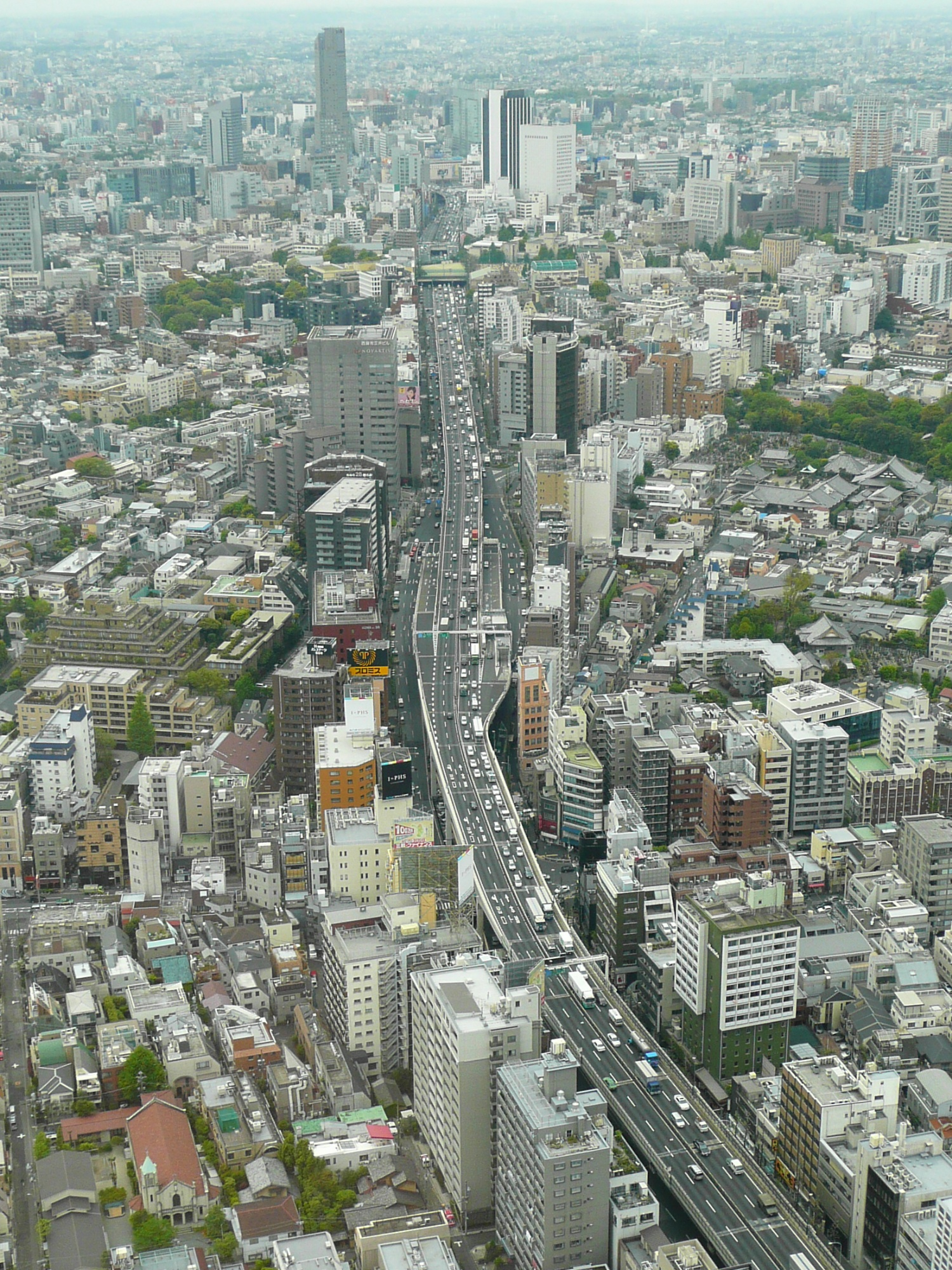
中央よりやや上、首都高速の右側に富士フイルム西麻布ビル。同社の生産拠点のある南足柄市はこの高速道路の先、東名大井松田ICが最寄りとなる。

写真フィルムをイメージした色調の熱線吸収ガラスカーテンウォールと、両端のコンクリートの塔状部分が外観の特徴である。前面道路の交差点に合わせた扁平な八角形の水平断面を持ち、両端部に階段、中央部に6基のエレベータを有する。1階以下は鉄骨鉄筋コンクリート構造、2階より上部は鉄骨構造で建設された。八角形の平面に対応するため、当時の建築では稀であった丸型鋼管パイプを使用している点も特徴の一つである。
本建物は、1971年に建築業協会主催の第12回BCS賞を受賞している